# Oczyszczalnia Ścieków Ostrów Grabowski

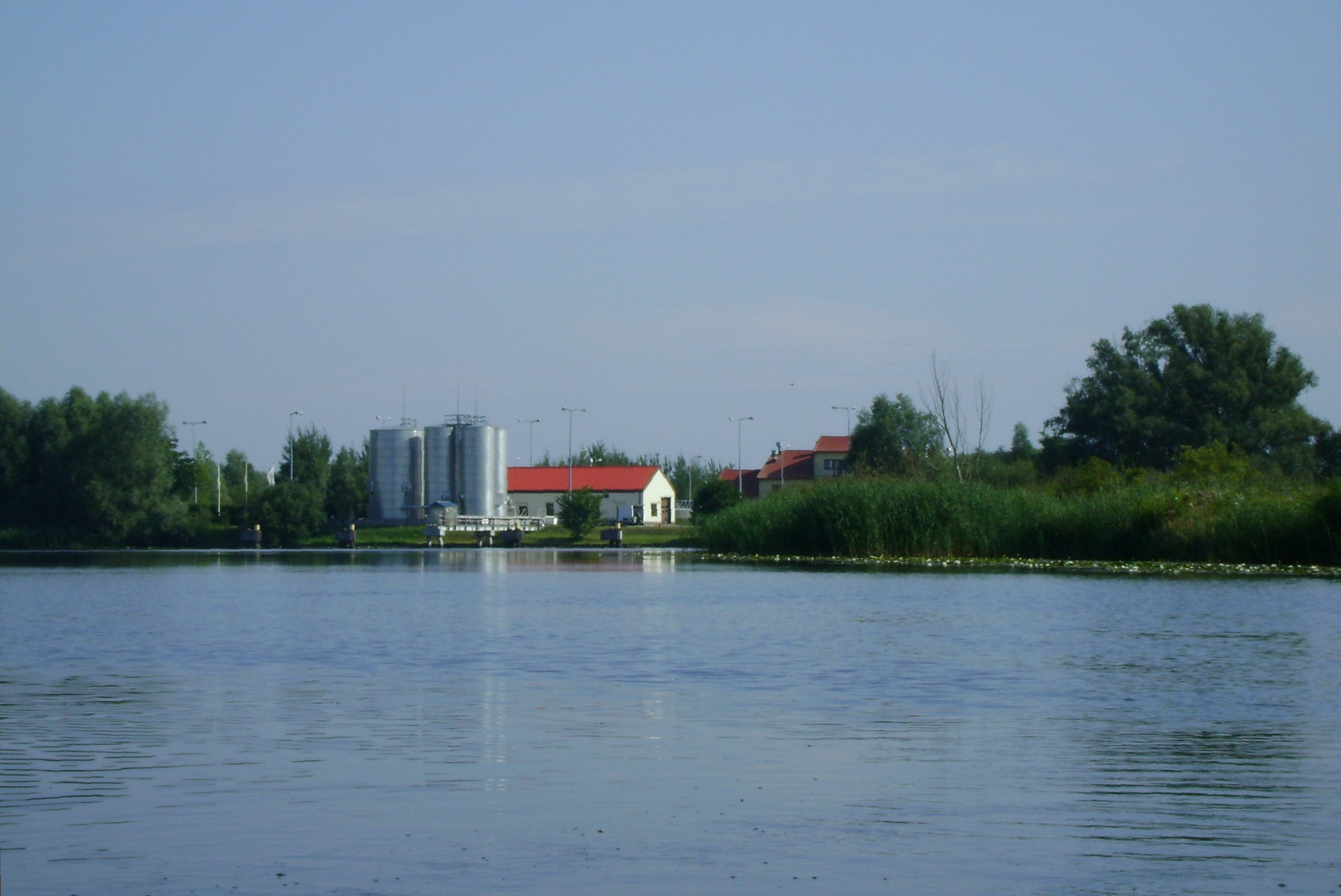
Oczyszczalnia na Ostrowie Grabowskim, widok z Duńczycy

Oczyszczalnia ścieków Ostrów Grabowski – spółka prawa wodnego zajmująca się działalnością ekologiczną na terenie osiedla Międzyodrze-Wyspa Pucka (Ostrów Grabowski) w Szczecinie.
Spółka Wodna „Międzyodrze” została utworzona w 1992 r. z inicjatywy Zarządu Morskich Portów Szczecin i Świnoujście oraz Urzędu Rejonowego w Szczecinie. Od kwietnia 2002 r. Spółka Wodna „Międzyodrze” jest członkiem Krajowego Forum Spółek Wodnych – stowarzyszenia, które zrzesza przeważającą większość spółek wodnych w Polsce. Celem stowarzyszenia jest propagowanie spółek wodnych jako efektywnej formy organizacyjnej umożliwiającej gospodarowanie zasobami wodnymi tak, aby przy zaspokajaniu potrzeb ludności i gospodarki zapewnić ochronę wód i środowiska. W 2002 roku Spółka Wodna „Międzyodrze” nagrodzona została nagrodą Ministra Środowiska – „Lider Polskiej Ekologii”.
Od roku 2004 w Spółce funkcjonuje system Zarządzania Jakością ISO 9001 i System Zarządzania Środowiskowego ISO 14001.
Spółka funkcjonuje jako ekologiczna firma typu non-profit – jej działalność nie jest nastawiona na osiąganie zysku.
Celami Spółki są:
- Uporządkowanie gospodarki ściekowej na terenie Międzyodrza w Szczecinie poprzez budowę i eksploatację oczyszczalni ścieków wraz z niezbędną infrastrukturą dla ścieków lądowych i ścieków pochodzących ze statków.
- Odprowadzanie i oczyszczanie ścieków z terenu Międzyodrza w Szczecinie.
- Odbiór ze statków ciekłych odpadów ropopochodnych, popłuczyn z mycia ładowni oraz ich oczyszczanie, unieszkodliwianie i odzysk.
- Ochrona wód przed zanieczyszczeniem.
- Ochrona środowiska poprzez gospodarowanie odpadami w rozumieniu ustawy o odpadach.
- Prowadzenie działalności profilaktycznej oraz gospodarczej w zakresie ekologii na terenie działalności Spółki.

Spółka zrzesza 70 członków – podmiotów i instytucji posiadających nieruchomości na terenie Międzyodrza. Są to m.in. Zarząd Morskich Portów Szczecin i Świnoujście SA, Gmina Miasto Szczecin, Zakład Przemysłu Cukierniczego Gryf S.A., PGE Zespół Elektrowni Dolna Odra S.A. Izba Celna i in.
Spółka Wodna „Międzyodrze” wybudowała i eksploatuje mechaniczno-biologiczną oczyszczalnię ścieków o zdolności oczyszczania 3200 m³/d instalację do unieszkodliwiania i odzysku uwodnionych odpadów ciekłych ze statków – odpadów ropopochodnych i ścieków z mycia ładowni. Oczyszczalnia, z przynależnym systemem magistralnej kanalizacji ściekowej o długości ponad 14 km i 36 przepompowniami ścieków, odbiera i oczyszcza ścieki komunalne z terenu portu oraz z okołoportowych rejonów Międzyodrza, na których dominującą funkcją jest działalność przemysłowa i magazynowa. Ponadto na oczyszczalni przyjmowane są ścieki dowożone wozami asenizacyjnymi z miasta i ze statków zawijających do portu. Dostawa ścieków do instalacji do unieszkodliwiania i odzysku uwodnionych odpadów ciekłych odbywa się od strony lądu oraz od strony basenów portowych.